# 흐라치크 자바햔
흐라치크 아쇼티 자바햔(아르메니아어: Հրաչիկ Աշոտի Ջավախյան, 1984년 7월 6일~)은 아르메니아의 전직 권투 선수이다. 2008년 하계 올림픽에서 라이트급 동메달을 획득했고 유럽 선수권 대회에서 금메달 1개, 은메달 1개를 획득했다.